# Oirase
Oirase (japanska: おいらせ町?, Oirase-chō) är en landskommun (köping) i Aomori prefektur i Japan.  
Vattendraget Oirasegawa som avvattnar Towadasjön mynner i havet längst söderut i kommunen.